# 奥古斯都文学
奥古斯都文学（英語：Augustan Literature）指的是古罗马奥古斯都时期（公元前27年到公元14年）蓬勃发展的文学形式。这一时期因奥古斯都皇帝的统治而得名，是罗马文学的黄金时代，许多杰出的作家和诗人创作了传世名作，对后世产生了深远影响。

## 特点
奥古斯都文学的主要特点包括：
1. 文学形式多样化：这一时期的作品涵盖了诗歌、戏剧、历史、哲学等各种形式，尤其是诗歌发展迅速，体裁成熟，表现手法丰富。
2. 宏大的爱国主义主题：作家们受奥古斯都统治下的和平与繁荣影响，作品主题多与爱国主义、罗马历史、传统价值观等相关，强调罗马的伟大与帝国的荣耀。
3. 精湛的创作技巧：奥古斯都文学强调语言的精致与艺术性，注重用词准确、结构严谨，表现出较高的文学技巧。
4. 受奥古斯都的支持：奥古斯都本人对文学十分重视，资助了许多文人，鼓励创作与政治和国家繁荣相关的作品。

这一时期的著名作家有维吉尔、贺拉斯、奥维德等。他们分别创作了经典作品《埃涅阿斯纪》、《颂歌》和《变形记》，这些作品不仅在当时被广泛流传，对欧洲文学乃至世界文学的发展也有重要影响。